# Кочетов, Василий Александрович
Василий Александрович Кочетов (1 января 1921 года, село Кожино, ныне Арзамасского района Нижегородской области — 25 мая 1983) — советский хозяйственный работник, председатель колхоза им. Октябрьской революции Большеболдинского района Горьковской области РСФСР, Герой Социалистического Труда.

## Биография
В 1939 году окончил Казанский ветеринарный техникум, по окончании работал ветеринаром в совхозах «Культура» Арзамасского района и «Новый мир» Вадского района Горьковской области.
Участник Великой Отечественной войны, призван в Красную армию в 1942 году, службу проходил военным фельдшером стрелкового полка.
Демобилизован в 1945 году, вернулся на родину и работал ветеринарным техником в колхозе «День урожая» Починковского района, с 1948 года — старшим ветврачом в совхозах «Большевик» Большеболдинского района и «Коминтерн» Дальнеконстантиновского района Горьковской области.
В 1952 году перешёл в совхоз «Восход» Воротынского района на должность начальника участка, затем возглавил этот совхоз. Без отрыва от работы окончил курсы повышения квалификации для директоров совхозов в Горьковском сельскохозяйственном институте.
В 1955 году вернулся к работе ветврачом в совхозе «Большевик» Большеболдинского района. В 1958 году стал директором колхоза имени Октябрьской революции того же района, в этой должности работал до выхода на пенсию в 1975 году.
8 апреля 1971 года В. А. Кочетову присвоено звание Героя Социалистического Труда.
Избирался депутатом Горьковского областного и Большеболдинского районного Советов депутатов трудящихся.
Похоронен на Бугровском кладбище в Нижнем Новгороде. Могила — памятник истории регионального значения.
Сын — Евгений Кочетов.

## Награды
Два ордена Ленина (22.03.1966; 08.04.1971);
орден Октябрьской Революции (11.12.1973);
медали, в том числе «За боевые заслуги» (10.10.1944).